# Distretto di Gorakhpur
Gorakhpur è un distretto dell'India di 3 784 720 abitanti. Capoluogo del distretto è Gorakhpur. La densità è di 1130 abitanti per chilometro quadrato.